# Характерники (батальйон)
Характерники — спеціалізований батальйон у складі 24 окремої механізованої бригади ЗСУ. Його особливістю є те, що він складається з колишніх ув'язнених, які добровільно долучилися до лав ЗСУ.

## Історія
Навесні 2024 року Верховна рада ухвалила законопроєкт про мобілізацію засуджених, а 17 травня його підписав президент Зеленський. Документ пропонував можливість долучатися до військової служби тим, кому присудили обмеження або позбавлення волі за нетяжкими статтями. На мобілізацію засуджених впливає не тільки склад злочину та бажання захищати Україну, а й висновок військово-лікарської комісії, рішення суду про умовно-дострокове звільнення та готовність командира прийняти людину на службу у свій підрозділ.
Служити у батальйоні не зможуть засуджені за злочини проти основ національної безпеки, зокрема, особи, що відбувають покарання за державну зраду. Крім того, заборонено служити особам, засудженим за злочини проти статевої свободи людини, навмисне вбивство двох і більше осіб, тероризм.
Перед формуванням батальйону невелике число колишніх ув'язнених уже служили у складі окремого підрозділу 225 штурмового батальйону. Ці люди вже мали бойовий досвід.
Про формування батальйону було оголошено в липні 2024 року. Особовий склад батальйону склав військову присягу на вірність українському народові та виголосив молитву українського націоналіста.
Після курсу в навчальному центрі ЗСУ та злагодження батальйон приступив до виконання бойових завдань в Часовому Яру 